# 캔디맨 (2021년 영화)
《캔디맨》(영어: Candyman)은 2021년 개봉한 미국의 초자연 슬래셔 영화이다. 조던 필이 제작하고, 니아 다코스타가 감독과 공동 각본을 맡았다. 1992년 동명 영화의 직접적 속편으로 발표되었으며, 원작의 토니 토드가 캔디맨 역으로 다시 출연한다. 그리고 야히아 압둘마틴 2세, 티오나 패리스, 콜먼 도밍고, 네이선 스튜어트재럿 등이 출연한다. 원래는 2020년 6월 12일에 미국에서 개봉될 예정이었으나 코로나19 범유행의 여파로 인하여 연기되었다.

## 줄거리
1977년 시카고 카브리니-그린 주택 단지에서 어린 소년은 손에 갈고리를 가진 흑인 노숙자 셔먼 필즈가 경찰에게 살해당하는 것을 목격한다. 아이에게 사탕에 면도날을 넣었다는 누명을 쓴 셔먼은 경찰에게 맞아 죽지만, 나중에 사탕에서 면도날이 발견되는 사건이 더 발생하면서 그의 결백이 증명된다.
2019년, 시카고에서 화가 앤서니 맥코이는 갤러리 디렉터 여자친구 브리아나 카트라이트와 함께 살고 있다. 영감을 찾던 앤서니는 브리아나의 남동생 트로이로부터 카브리니-그린에서 살인 사건을 저지르고 아기를 납치했다는 헬렌 라일의 이야기를 듣고 그 지역을 탐험한다. 벌에 손을 쏘인 앤서니는 세탁소 주인인 윌리엄 버크를 만나고, 그는 셔먼의 죽음을 목격한 소년이었다. 윌리엄은 앤서니에게 캔디맨의 도시 전설을 알려주고, 앤서니는 브리아나에게 이 이야기를 전한 뒤 장난으로 거울을 보며 "캔디맨"을 다섯 번 말하면 셔먼의 영혼이 나타나 소환자를 죽일 것이라는 저주를 행한다.
셔먼의 죽음과 캔디맨 전설에서 영감을 얻은 앤서니는 브리아나가 기획한 전시회에 "내 이름을 말해줘"라는 작품을 출품하지만, 비평가들로부터 혹평을 받는다. 그날 밤, 브리아나의 동료 클라이브와 그의 여자친구 제리카는 무심코 캔디맨을 소환하고 잔혹하게 살해당한다. 브리아나는 그들의 시체를 발견하고 어린 시절 아버지의 자살을 목격했던 기억을 떠올린다.
앤서니는 알 수 없는 남자들의 섬뜩한 초상화를 강박적으로 그리기 시작하고, 헬렌 라일과 그녀의 캔디맨 연구에 집착하며 엘리베이터에서 셔먼의 유령을 본다. 비평가 필리에게 인터뷰를 하면서 앤서니는 그녀를 부추겨 캔디맨을 소환하게 만들고, 거울 속에서 셔먼으로서 자신의 환영을 본다. 브리아나와 저녁 식사를 하던 중 필리가 살해당했다는 소식을 듣고 급히 자리를 떠난다.
앤서니는 윌리엄을 찾아가고, 윌리엄은 캔디맨 전설이 1890년대에 백인 고객의 딸과 사랑에 빠진 예술가 다니엘 로비테일이 훼손되어 산 채로 불태워졌을 때 시작되었다고 설명한다. 그 후로 캔디맨은 살해된 무고한 흑인 남성들의 영혼이 '벌집'처럼 모여 대대로 전해 내려왔으며, 이들이 바로 앤서니의 그림 속 인물들이었다. 앤서니는 브리아나를 보호하려 하지만, 점점 불안정해지는 그의 행동에 그녀는 겁을 먹는다.
앤서니의 전시회에 참석한 십 대 소녀와 친구들은 학교 화장실에서 캔디맨을 소환한 후 살해당한다. 앤서니는 손에 벌에 쏘인 상처가 온몸으로 퍼지면서 신체적인 변화를 겪는다. 그는 병원을 방문한 후 어머니 앤-마리가 자신에게 거짓말을 했다는 것을 알게 된다. 그는 카브리니-그린 근처에서 태어났고, 헬렌이 죽은 밤에 납치된 아기였다. 앤-마리는 캔디맨이 헬렌에게 뒤집어씌워진 유혈사태의 원인이었으며, 지역 사회는 그의 이름을 절대 말하지 않기로 맹세했다고 인정한다.
브리아나는 윌리엄을 찾아가고, 윌리엄은 그녀를 버려진 교회로 납치한다. 앤서니는 도피 상태에 빠져 있다. 윌리엄은 셔먼이 죽은 직후 캔디맨으로 돌아온 것을 목격했으며, 자신의 여동생과 친구가 그를 소환하여 살해당했다. 윌리엄은 젠트리피케이션에 대한 보복으로 캔디맨 '벌집'을 부활시킬 계획을 세운다. 앤서니의 손을 잘라 갈고리로 교체한 윌리엄은 경찰을 불러 앤서니를 또 다른 복수심에 불타는 영혼으로서 벌집에 합류시키려 한다. 카브리니-그린 연립 주택으로 쫓겨 간 브리아나는 펜으로 윌리엄을 찔러 살해한다. 그녀는 앤서니와 마주치고, 앤서니는 그녀의 품에서 쓰러져 경찰에 의해 사살된다.
경찰은 브리아나를 차 뒷좌석에 감금하고 앤서니가 살인자이며 그의 사격이 정당하다고 동의하도록 협박한다. 대신, 그녀는 백미러를 사용하여 앤서니로 나타난 캔디맨을 소환하고 경찰을 학살한다. 벌떼가 몰려들면서 그의 얼굴은 다니엘 로비테일로 바뀌고, 브리아나에게 자신이 목격한 것을 “모두에게 말하라”고 지시한다.
영화의 엔딩 크레딧에는 다니엘, 셔먼, 앤서니 크로퍼드, 제임스 버드 주니어, 조지 스티니와 앤서니 자신을 포함하여 점점 커져가는 캔디맨 벌집 구성원들의 그림자 인형극 장면이 나온다.

## 출연
- 토니 토드 - 캔디맨
- 야히아 압둘마틴 2세 - 앤서니 매코이
- 티오나 패리스, 해나 러브 존스(아역) - 브리애나 카트라이트
- 콜먼 도밍고 - 윌리엄 버크
- 네이선 스튜어트재럿 - 트로이 카트라이트
- 버네사 에스텔 윌리엄스 - 앤마리 매코이
- 리베카 스펜스 - 핀리 스티븐스
- 크리스티아나 클라크 - 대니엘 해링턴
- 캐시 크레이머 - 헬렌 라일